# Fleming Broman
Knut Fleming Broman, (från 1983 Peter Bucknor), född 13 januari 1938 i Grava församling i Värmland, död 2 juli 2022 i Gustavsberg, var en svensk arkitekt och narkotikabrottsling. 
Broman drev på 1970-talet Stockholms Segelsällskaps klubbhus på Sandhamn i Stockholms skärgård. Han dömdes 1975 till fem och ett halvt års fängelse för narkotikabrott och betraktas som huvudman i Sandhamnsligan. Efter frigivningen skrev han en självbiografisk bok med titeln Ursäkta, mitt namn är Broman (1982).
Hannes Holm har gjort en filmatisering av historien om Fleming Broman och Sandhamnsligan som heter Himlen är oskyldigt blå. Den hade premiär fredagen den 15 oktober 2010, på dagen 35 år efter att polisen avslöjande Sandhamnsligan.